# Ducato di Vestfalia
Il Ducato di Vestfalia fu uno Stato storico esistito dal 1102 al 1815 nell'area dell'attuale Vestfalia, in Germania. Originariamente la Vestfalia formava con l'Angria e la Ostfalia una delle tre principali regioni della Sassonia. Gran parte di questo territorio passò all'arcivescovo di Colonia a partire dal XII secolo.

## Storia

### La creazione del Ducato di Vestfalia (1102-1180)
Federico I di Schwarzenburg, arcivescovo di Colonia, aveva acquisito metà della Contea di Arnsberg nel 1102. Altre contee della regione non poterono resistere a lungo all'accerchiamento territoriale dell'arcivescovato e così altri domini come quelli di Werl, Reuthen e Volmarstein passarono dopo poco sotto il dominio dello stato ecclesiastico. Gli antichi conti di Arnsberg crearono una nuova contea conosciuta col nome di Werl-Arnsberg e riuscirono a mantenersi indipendenti dagli arcivescovi. Quando Enrico il Leone di Sassonia venne sconfitto nel 1180, l'Imperatore Federico Barbarossa promosse Filippo I di Heinsberg e gli concesse ufficialmente i territori a sud del ducato di Sassonia denominandoli ducato di Vestfalia.

### L'espansione del ducato (1180-1445)
L'arcivescovo di Colonia, Engelberto di Berg diede inizio sotto la sua reggenza ad una campagna per forzare la nobiltà della Vestfalia a sottomettersi alla sua volontà. Engelberto cercò di connettere le terre del ducato di Vestfalia alla sua arcidiocesi annettendo il territorio compreso tra Hellweg e Diemel, ed assicurantosi il sud della Sauerland a Attendorn nel 1222. Le controversie che subito sorsero circa questa espansione portarono lo stesso Engelberto a morte certa per mano di Federico di Isenberg nel 1225. Nel 1260 con un accordo stipulato con i duchi di Brunswick il fiume Weser divenne il confine ufficiale tra le due sfere d'influenza. Nel 1277 gli arcivescovi si trovarono nuovamente a dover fronteggiare una grande confederazione di oppositori dell'area della Vestfalia e del Basso Reno, ma nel 1288 vennero costretti ad abbandonare le loro intenzioni su gran parte del territorio della Vestfalia. L'annessione infine della contea di Werl-Arnsberg nel 1368 unì i territori del nord con il sud della Sauerland.
L'arcivescovo Frederick von Saarwerden iniziò una disperata campagna per mantenere i diritti dell'arcivescovato di Colonia su Marck, ma nel 1392 venne costretto ad abbandonarla. Il suo successore, Dietrich II von Moers fece un ultimo tentativo per tentare di ottenere il pieno governo del territorio di Vestfalia senza gli influssi di Cleves e Marck e nel 1441 egli pervenne ad un accordo con gli avversari ma la città di Soest, la più ricca della regione, si rifiutò di riconoscere la supremazia di Colonia e divenne pertanto parte del Ducato di Cleves. Per questo motivo l'allora villaggio di Arnsberg divenne la capitale amministrativa del ducato. Economicamente la perdita della città di Soest aveva di molto impoverito il ducato.

### La Vestfalia sino alla fine del Sacro Romano Impero (1445-1806)
A partire dal 1463 la lega dei cavalieri e dei cittadini della Vestfalia provocò nuovi problemi all'arcivescovato di Colonia. Durante il regno dell'arcivescovo Herman V von Wied (1515-1546), inoltre, nella regione si diffuse il protestantesimo. Anche se la repressione della riforma fu durissima, durante il regno dell'arcivescovo Gebhard Truchsess von Waldburg (1577-1583) il luteranesimo tornò a farsi sentire al punto tale che lo stesso arcivescovo fu costretto ad ammettere il culto specifico per alcune città che avevano ufficialmente adottato la nuova dottrina religiosa. Il nuovo arcivescovo Ernesto di Baviera (1583-1612) e suo fratello Ferdinando di Baviera tentarono di recuperare le città religiosamente perdute dando inizio alla Guerra di Colonia nel 1583 ove riuscirono a trionfare, limitando il protestantesimo in alcune regioni al confine con il Waldeck e l'Assia. Il ducato di Vestfalia venne dunque reintegrato completamente all'interno dei domini cattolici dell'arcivescovato di Colonia a partire dal 1590.
Dopo aver sofferto depredazioni nel corso della Guerra dei Trent'anni, nel 1794 parte dello Stato iniziò ad essere occupata dai francesi e dal 1803 il ducato passò ufficialmente all'Assia-Darmstadt (l'ultimo duca ecclesiastico di Vestfalia fu così l'arciduca Antonio Vittorio d'Asburgo-Lorena, che vi dovette rinunciare nello stesso anno).

### Il ducato dopo il crollo dell'Impero (1806-1815)
Al contrario di quanto si possa pensare, quando nel 1807 venne creato il Regno napoleonico di Vestfalia, il ducato di Vestfalia non venne annesso in quanto la capitale del nuovo regno era Kassel. Il Congresso di Vienna assegnò il territorio dell'antico ducato di Vestfalia alla Prussia ed il territorio andò a costituire la Provincia di Vestfalia dal 1815.